# Murina balaensis
Murina balaensis és una espècie de ratpenat de la família dels vespertiliònids. És endèmic del sud de Tailàndia. És un ratpenat de petites dimensions, amb una llargada de cap a gropa de 34,5 mm, els avantbraços de 28–30,4 mm la cua de 30,7 mm, els peus de 7 mm, les orelles de 12,3–12,8 mm i un pes de fins a 3,5 g. S'alimenta d'insectes. Com que fou descoberta fa poc, l'estat de conservació d'aquesta espècie encara no ha estat avaluat formalment. El seu nom específic, balaensis, significa 'de Bala' en llatí.